# Мацейовиці (Опольське воєводство)
Мацейо́виці (пол. Maciejowice, нім. Matzwitz) — село в Польщі, у гміні Отмухув Ниського повіту Опольського воєводства.
Населення — 607 осіб (2011).

## Демографія
Демографічна структура станом на 31 березня 2011 року:
|          | Загалом | Допрацездатний вік | Працездатний вік | Постпрацездатний вік |
| -------- | ------- | ------------------ | ---------------- | -------------------- |
| Чоловіки | 308     | 55                 | 221              | 32                   |
| Жінки    | 299     | 52                 | 176              | 71                   |
| Разом    | 607     | 107                | 397              | 103                  |